# Madame Récamier
Madame Récamier è un dipinto a olio su tela (174x224 cm) realizzato nel 1800 dal pittore Jacques-Louis David. È conservato nel Museo del Louvre di Parigi.
Juliette Récamier era considerata una delle giovani più note e belle del tempo. David la ritrasse come una moderna vergine vestale con lo sguardo sbarazzino, ma con il corpo girato a indicarne la castità.
Magritte riprenderà la stessa ambientazione ponendo come soggetto la bara della vergine al fine di accentuare la caducità della bellezza e della vita.
Qualche anno più tardi l'immagine della figura distesa vista da dietro sarà ripresa da Jean-Auguste-Dominique Ingres per la sua Grande odalisca.

## Storia
Juliette Récamier commissionò a David la realizzazione di un suo ritratto, e l'artista aveva ingaggiato il giovane Ingres per disegnare gli accessori. Alla fine, tuttavia, Juliette Récamier riteneva che il pittore fosse troppo lento, pertanto affidò la commissione a François Gérard, che realizzò il Ritratto di Juliette Récamier. Jacques-Louis David si infastidì e le disse:

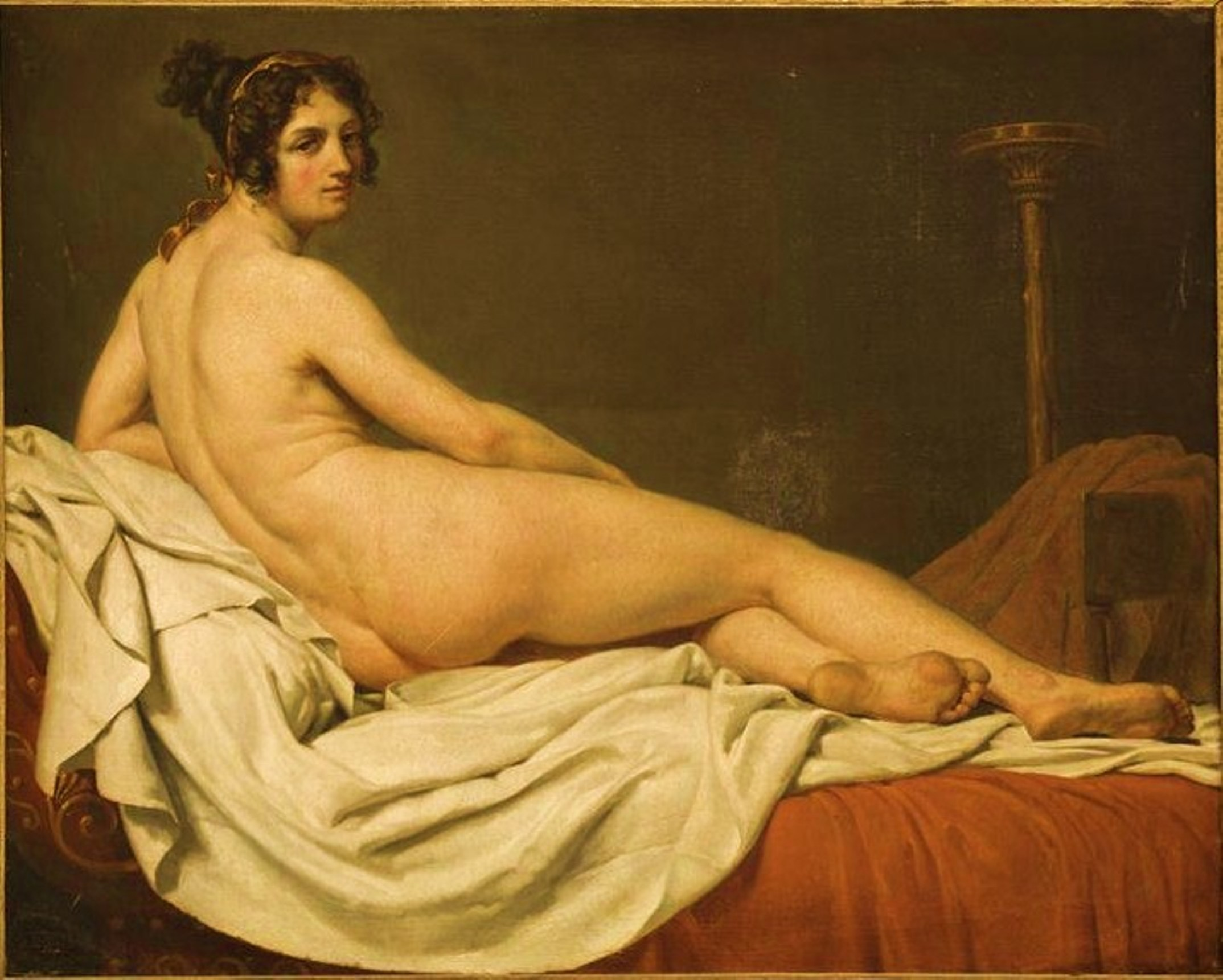
Un dipinto molto simile al ritratto di Madame Récamier, attribuito alla cerchia di David.

Si pensa che nel "soddisfare il proprio capriccio" David si riferisca ad una tela conservata a Boulogne-sur-Mer, attribuita a lui o alla sua cerchia. Quest'opera ritrae una figura molto simile alla sua Madame Récamier. Ma se nel dipinto originale la fanciulla vestita simboleggiava la castità, qui il soggetto femminile è ritratto nella sua nudità sensuale, con le cosce possenti e i glutei carnosi. È molto improbabile che una donna di alto rango come Juliette Récamier avesse posato nuda per David, e per di più con i piedi sporchi, pertanto si ritiene che questo quadro sia una "vendetta" personale dell'artista nei confronti dell'effigiata che aveva rifiutato la sua commissione, oppure un semplice studio realizzato da un allievo.
Rimasta incompiuta, la tela rimase di proprietà dell'artista, che la portò durante il suo esilio a Bruxelles senza trovargli un acquirente. Venne acquistata dallo stato nel 1826, alla vendita postuma del pittore, per la somma di 6180 franchi, e venne destinata al Louvre. La tela venne esposta all'esposizione universale del 1889 e poi nella Salle du Sacre, che riuniva le opere più celebri di David.

## Descrizione
Dipinta all'età di 23 anni, Juliette Récamier (nata Jeanne Bernard) era la figlia di un consigliere di Luigi XVI e nel 1795 sposò il ricco banchiere Jacques-Rosé Récamier, all'età di quindici anni. Rinomata per la sua bellezza e il suo spirito, ella teneva il suo salotto culturale nel suo hôtel particulier situato al numero 7 dell'odierna rue de la Chaussée-d'Antin, frequentata soprattutto da Germaine de Staël e Benjamin Constant, fino al 1803, quando il governo lo chiuse in quanto era considerato un focolaio dell'opposizione nei confronti del primo console.
Di formato allungato, il dipinto rappresenta Juliette Récamier semi-allungata su una méridienne in una postura sul fianco, con il busto girato verso lo spettatore in un movimento di torsione. Il suo sguardo fissa il pittore. Ella indossa un lungo vestito bianco all'antica, il cui fondo ricade come un panneggio al suolo. I suoi capelli corti e ricci sono legati da un nastrino largo, ed è piedi nudi. Ella riposa su un sofà, con il braccio sinistro che poggia su due cuscini e il destro poggiato sulla sua gamba. Ai piedi del sofà si trova uno sgabello, e nella parte sinistra del quadro c'è un candelabro di stile antico, come il resto dei mobili, abbastanza spartani. Il quadro non è firmato.

## Analisi
La sommità del candelabro di stile pompeiano segna l'inizio di una diagonale che segue la linea del corpo e dà alla composizione il suo equilibrio. L'aspetto incompiuto del dipinto permette di apprezzare la tecnica di David (una pasta lavorata finemente per la modella, una velatura leggera e vibrante per il suolo e lo sfondo, degli accordi armoniosi di blu e di giallo, d'ocra e di marrone).
Il quadro rompe con l'inquadratura tradizionale dei ritratti, che sono più concentrati sui volti dei modelli. David creò così una distanza reale tra lo spettatore e la giovane donna semisdraiata, come una patrizia romana. La severità all'antica è attenuata dalla grazia della modella. L'opera illustra l'ascensione sociale aperta alla borghesia che cerca di imporsi sfruttando dei valori e delle rappresentazioni dell'antichità.

## Eredità culturale

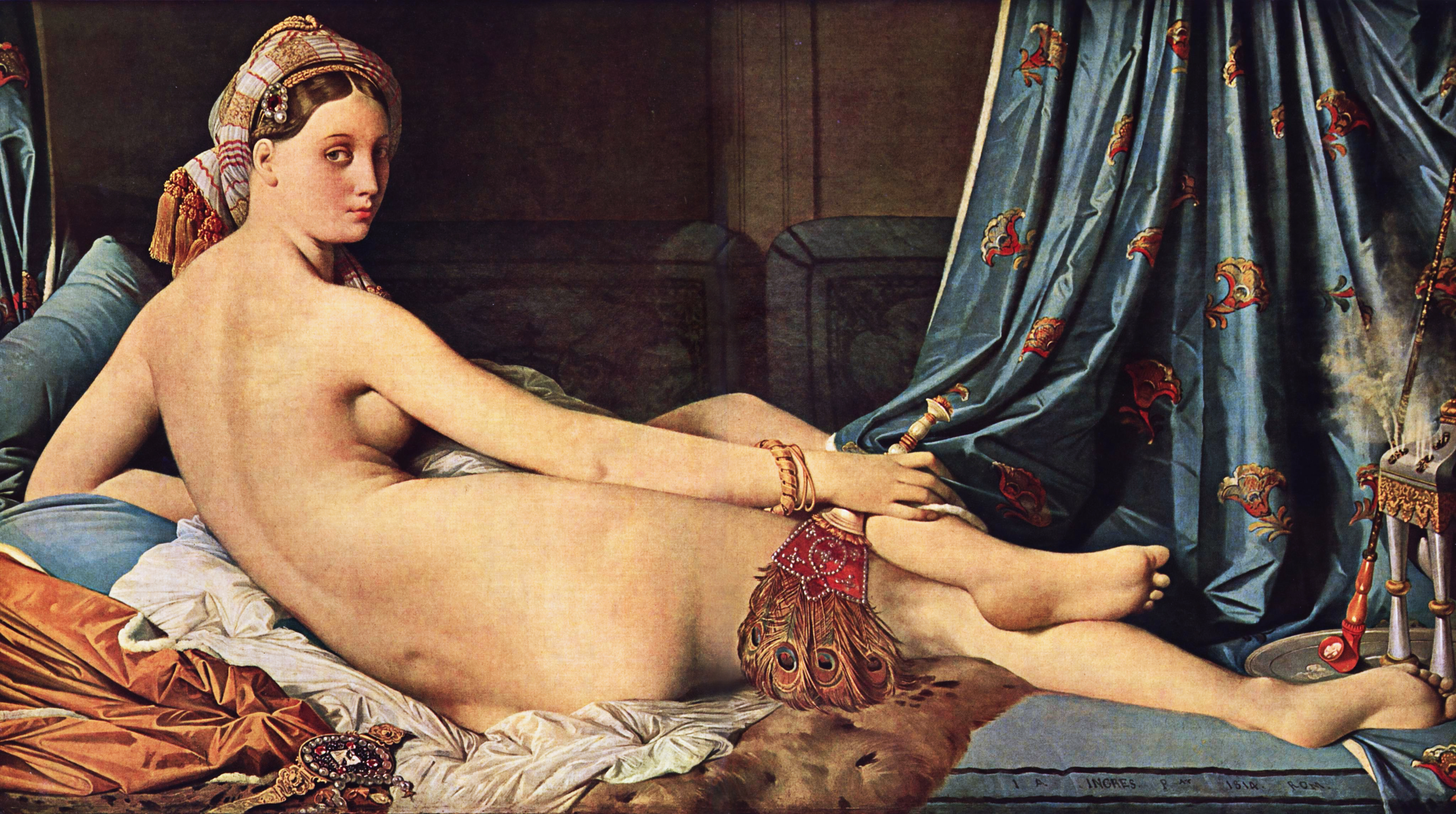
Jean-Auguste-Dominique Ingres: La grande odalisca, 1814

Il ritratto di Juliette Récamier ebbe la propria influenza nella storia dell'arte: infatti, tra gli alunni di David c'era il giovane Ingres, che riprese la posa della giovane per la sua Grande odalisca. La testa rivolta verso lo spettatore, un braccio poggiato sui cuscini e l'altro su una gamba e le gambe allungate sono tutti degli elementi in comune con la tela del maestro (anche se Ingres introdusse delle deformazioni anatomiche nel suo soggetto).
Il pittore belga René Magritte parodierà l'opera nel 1951 nel quadro Prospettiva: Madame Récamier di David (Perspective : Madame Récamier de David), esposto al museo d'arte moderna e contemporanea di Strasburgo (il MAMCS) e al museo di belle arti del Canada, dove ha sostituito la modella con una bara.